# Lamborghini Essenza SCV12
La Lamborghini Essenza SCV12 est une supercar non homologuée pour la route du constructeur automobile italien Lamborghini produite à 40 exemplaires à partir de 2020.

## Présentation
La Lamborghini Essenza SCV12 est présentée le 29 juillet 2020 à l'usine de Sant'Agatha Bolognese. Son nom est l'association de « SC » pour Squadra Corse, la division compétition de Lamborghini, et « V12 » pour le moteur qui l'anime.
Comme les Ferrari FXX K, McLaren Senna GTR ou Aston Martin Vulcan, elle n'est pas homologuée pour la route et ne répond à aucune réglementation de compétition, mais elle respecte néanmoins les règles de sécurité FIA pour les prototypes. Elle est réservée à des sorties piste pour ses propriétaires.

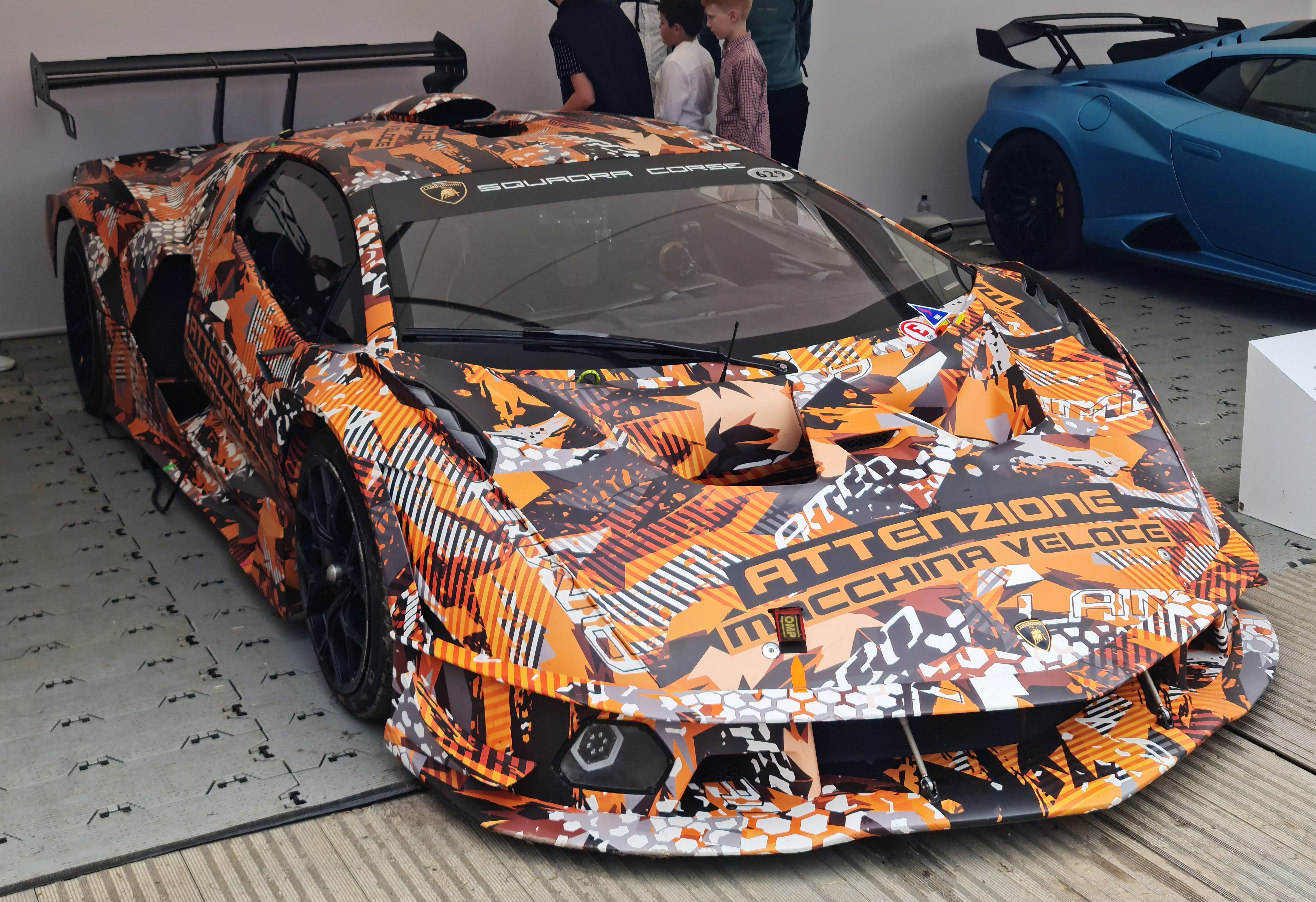
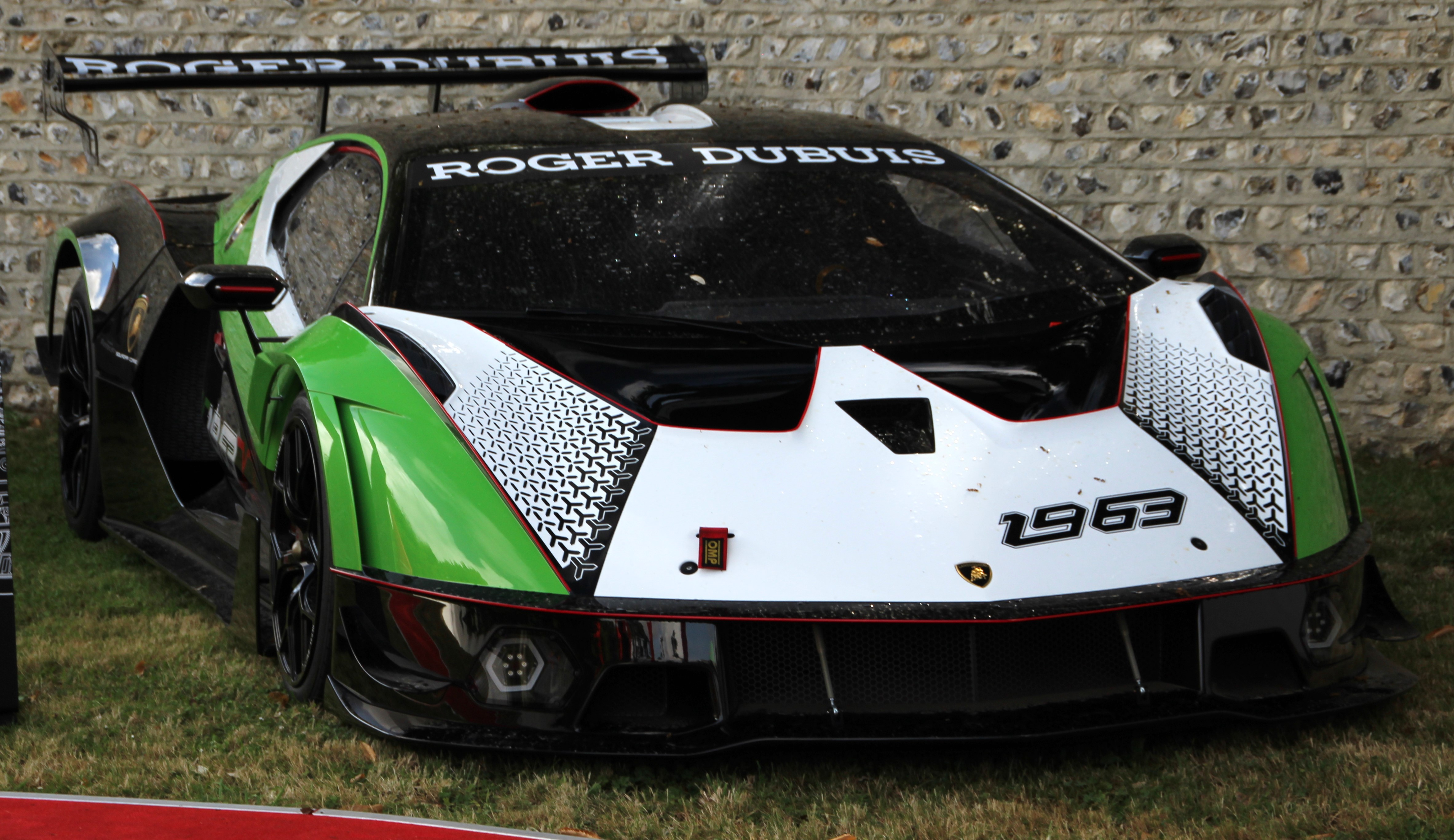
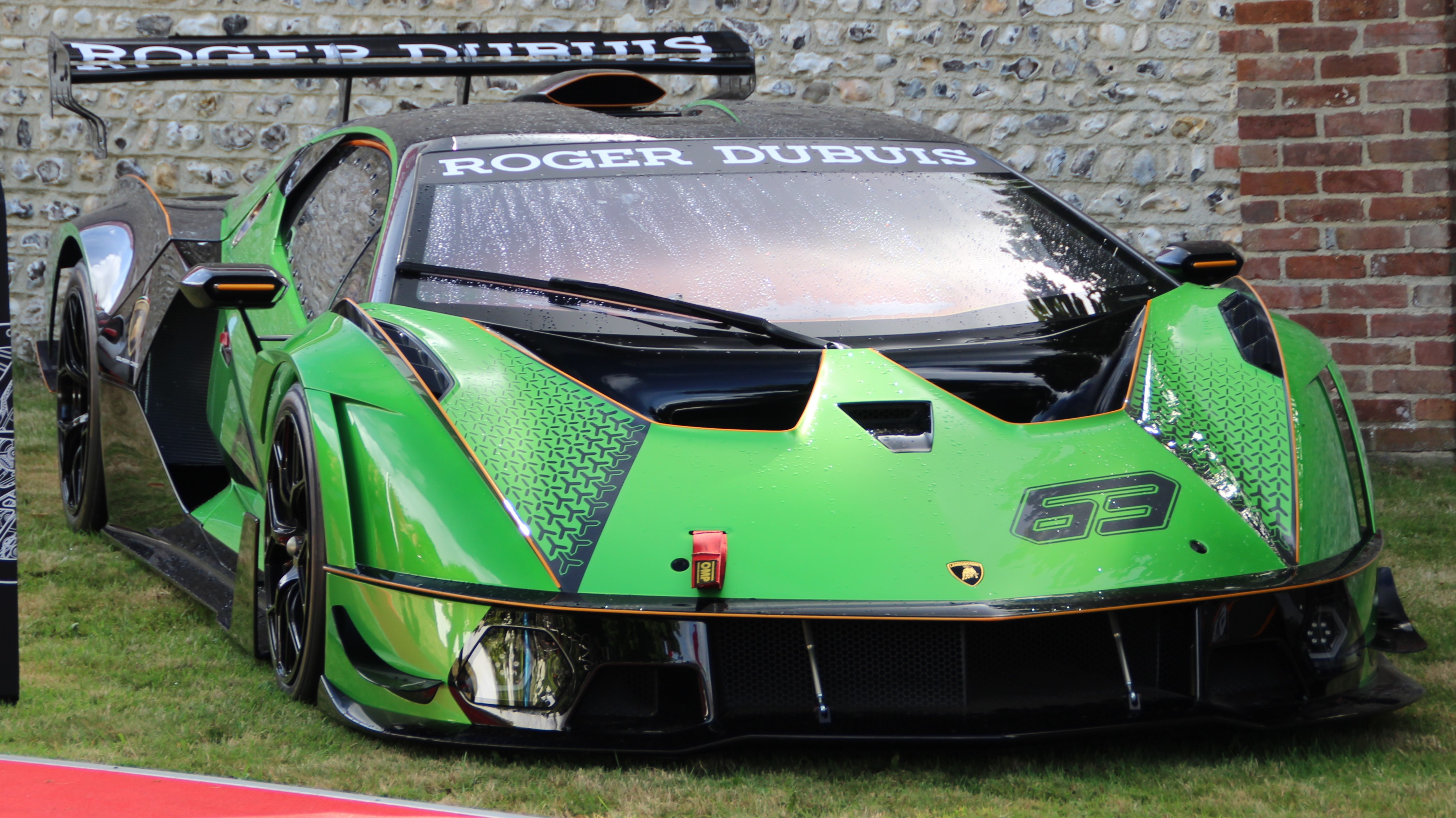

## Caractéristiques techniques
Grâce à son aérodynamique très travaillée, l'Essenza SCV12 profite d'un appui de 1 200 kg à 250 km/h.

### Motorisation
L'Essenza SCV12 reçoit le moteur le plus puissant réalisé par la marque au taureau, un V12 atmosphérique de 830 ch.